# 甘江头乡
甘江头乡，是中华人民共和国甘肃省陇南市宕昌县下辖的一个乡镇级行政单位。

## 行政区划
甘江头乡下辖以下地区：
临江河村、谢家坝村、赵家山村、袁家山村、甘江头村、龚家沟村、张家山村、韩家山村和安家沟村。